# Мэйнз, Эдвин Баттерворт
Эдвин Баттерворт Мэйнз (англ. Edwin Butterworth Mains; 1890—1968) — американский миколог, специализировавшийся в систематике ржавчинных грибов-устомицетов.

## Биография
Эдвин Баттерворт Мэйнз родился в 1890 году в небольшом городе Колдуотер округа Бранч в семье Бенджамина и Мэри-Энн Мэйнз. В 1909 году поступил в Университет штата Мичиган, через два года перешёл в Мичиганский университет в Анн-Арборе. В 1915 году получил степень доктора философии по ботанике. С 1916 по 1930 год работал в Университете Пердью. В августе 1917 года Мэйнз женился на Мэри Эстер Элдер. После смерти Кельвина Кауфмана в 1930 году вернулся в Мичиганский университет, в 1931 году был назначен директором гербария университета. В 1942 году Мэйнз был избран президентом Микологического общества США. Ушёл на пенсию в 1960 году. Скончался 23 декабря 1968 года в городе Анн-Арбор после сердечного приступа.

## Роды и виды грибов, названные в честь Э. Б. Мэйнза
- Mainsia H.S.Jacks., 1931 [syn.  Gerwasia Racib., 1909]
- Favolaschia mainsii Singer, 1974
- Galerina mainsii A.H.Sm. & Singer, 1958
- Gibellula mainsii Samson & H.C.Evans, 1992
- Ravenelia mainsiana Arthur & Holw., 1918